# All Over
All Over è un'opera teatrale del drammaturgo statunitense Edward Albee, debuttata a New York nel 1971.

## Trama
Una moglie e un'amante attendono la morte dell'uomo che entrambe amano, un uomo potente, ricco e conosciuto. Nell'attesa, stringono una sorta di strana alleanza mentre vegliano nelle ultime ore del grande amore delle loro vite.

## Produzioni
John Gielgud diresse la prima produzione, andata in scena al Martin Beck Theatre di Broadway (New York) per 40 repliche dal 28 marzo al 1º maggio 1971. Facevano parte del cast: Jessica Tandy (la Moglie), Madeleine Sherwood (la Figlia), Colleen Dewhurst (l'Amante), Betty Field (l'Infermiera) e George Voskovec (il Miglior Amico). Particolarmente apprezzata fu la performance della Dewhurst, che le valse una candidatura al Tony Award alla miglior attrice protagonista in uno spettacolo e una vittoria nella stessa categoria dei Drama Desk Award.
La Royal Shakespeare Company produsse la prima produzione britannica dell'opera, andata in scena all'Aldwych Theatre di Londra nel gennaio 1972. Peter Hall diresse il cast, che annoverava Peggy Ashcroft (la Moglie), Angela Lansbury(l'Amante), Sheila Hancock (la Figlia), Patience Collier (l'Infermiera), David Waller (il Figlio) e Sebastian Shaw (il Miglior Amico).
Un nuovo allestimento di All Over andò in scena al McCarter Theatre di Princeton nel febbraio 2002. Emily Mann curava la regia e il cast comprendeva: Rosemary Harris (la Moglie), Pamela Nyberg (la Figlia), Michael Learned (l'Amante), William Biff McGuire (il Dottore), John Christopher Jones (il Figlio), John Carter (il Miglior Amico) e Myra Carter (l'Infermiera).